# Woodbine (Geórgia)
Woodbine é uma cidade localizada no estado americano de Geórgia, no Condado de Camden.

## Demografia
Segundo o censo americano de 2000, a sua população era de 1218 habitantes.
Em 2006, foi estimada uma população de 1302, um aumento de 84 (6.9%).

## Geografia
De acordo com o United States Census Bureau tem uma área de
5,8 km², dos quais 5,8 km² cobertos por terra e 0,0 km² cobertos por água. Woodbine localiza-se a aproximadamente 3 m acima do nível do mar.

## Localidades na vizinhança
O diagrama seguinte representa as localidades num raio de 32 km ao redor de Woodbine.